# Bertioga
Bertioga är en kommun i delstaten São Paulo i södra Brasilien. Kommunen Bertioga, som bildades år 1995, hade 42 945 invånare år 2008. 